# Euthalia annamita
Euthalia annamita är en fjärilsart som beskrevs av Moore 1879. Euthalia annamita ingår i släktet Euthalia och familjen praktfjärilar. Inga underarter finns listade i Catalogue of Life.